# Herbert Reul

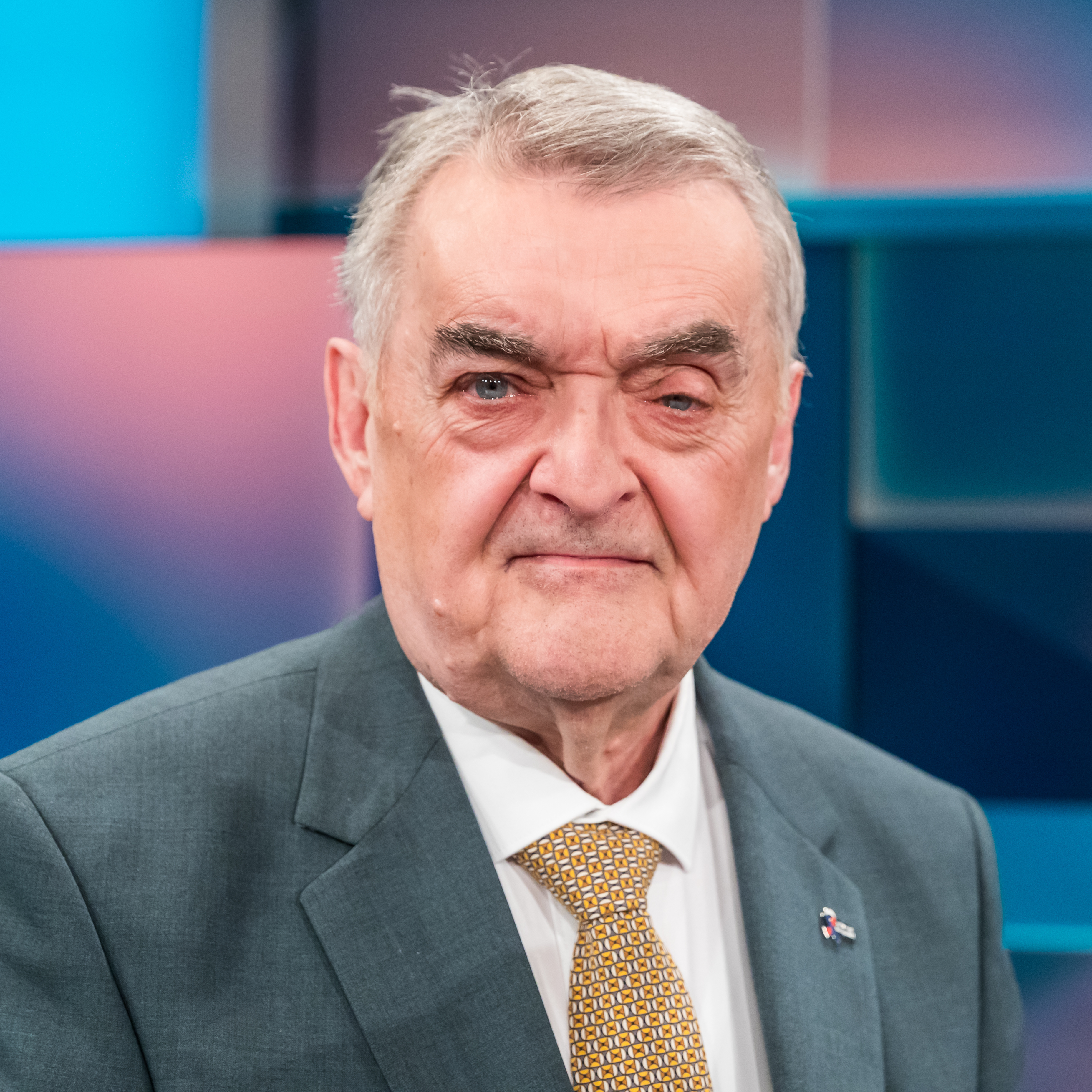
Herbert Reul (2025)

Herbert Reul (* 31. August 1952 in Langenfeld/Rheinland) ist ein deutscher Politiker der CDU. Er ist seit 2017 Innenminister des Landes Nordrhein-Westfalen.

## Herkunft, Studium und berufliche Tätigkeit
Herbert Reul und seine Schwester wuchsen als Kinder des Grundschullehrers Karl Josef Reul (1922–2015) und dessen Frau Milli, geb. Recht (1927–2016) in einer konservativ geprägten Familie in Leichlingen auf. Wie sein Vater wollte auch Herbert Reul nach dem Abitur 1971 Lehrer werden. Von 1972 bis 1979 absolvierte er ein Lehramtsstudium an der Universität zu Köln in den Studiengängen Sozialwissenschaft und Erziehungswissenschaft (erste Staatsprüfung 1979, zweite Staatsprüfung 1981). Ab 1979 war Reul als Studienreferendar an der Marienschule Opladen (Stadt Leverkusen) tätig und von 1981 bis 1985 Studienrat am Städtischen Gymnasium in Wermelskirchen. Von 1985 bis zum Erreichen des Pensionsalters 2017 war Herbert Reul als Studienrat des Landes Nordrhein-Westfalen beurlaubt. Reul ist römisch-katholisch, verheiratet, Vater dreier erwachsener Töchter und lebt in Leichlingen.

## Partei und Abgeordnetentätigkeit
Als 19-jähriger Gymnasiast wurde Herbert Reul 1971 CDU-Mitglied. Seit 1987 ist er Mitglied des Landesvorstands der CDU Nordrhein-Westfalen, von 1991 bis 2003 war er ihr Generalsekretär, von 2021 bis 2023 stellvertretender Landesvorsitzender. Von 1990 bis 2007 war er Vorsitzender, danach Ehrenvorsitzender der CDU im Rheinisch-Bergischen Kreis. Seit 2003 ist er Bezirksvorsitzender der CDU im Bergischen Land.
Von 2018 bis 2022 war Reul gewähltes Mitglied des CDU-Bundesvorstands; als Vorsitzender der CDU/CSU-Gruppe im Europäischen Parlament gehörte er diesem bereits von 2012 bis 2017 als beratendes Mitglied an.

### Kommunal- und Landesparlamente
Von 1975 bis 1992 war Reul CDU-Stadtrat in Leichlingen. 1985 bis 2004 gehörte Reul dem Landtag Nordrhein-Westfalen an, war von 1985 bis 1991 schulpolitischer Sprecher der CDU-Fraktion und zuletzt einer ihrer stellvertretenden Fraktionsvorsitzenden.
Seit dem 1. Juni 2022 ist Reul erneut Mitglied des Landtages von NRW. Er wurde als Kandidat im Landtagswahlkreis Rheinisch-Bergischer Kreis II direkt gewählt. Als Alterspräsident eröffnete er am 1. Juni 2022 nach der Landtagswahl in Nordrhein-Westfalen 2022 die erste Sitzung des 18. Landtages.
Von 2003 bis 2009 war Reul Mitglied des Rundfunkrates des Westdeutschen Rundfunks.

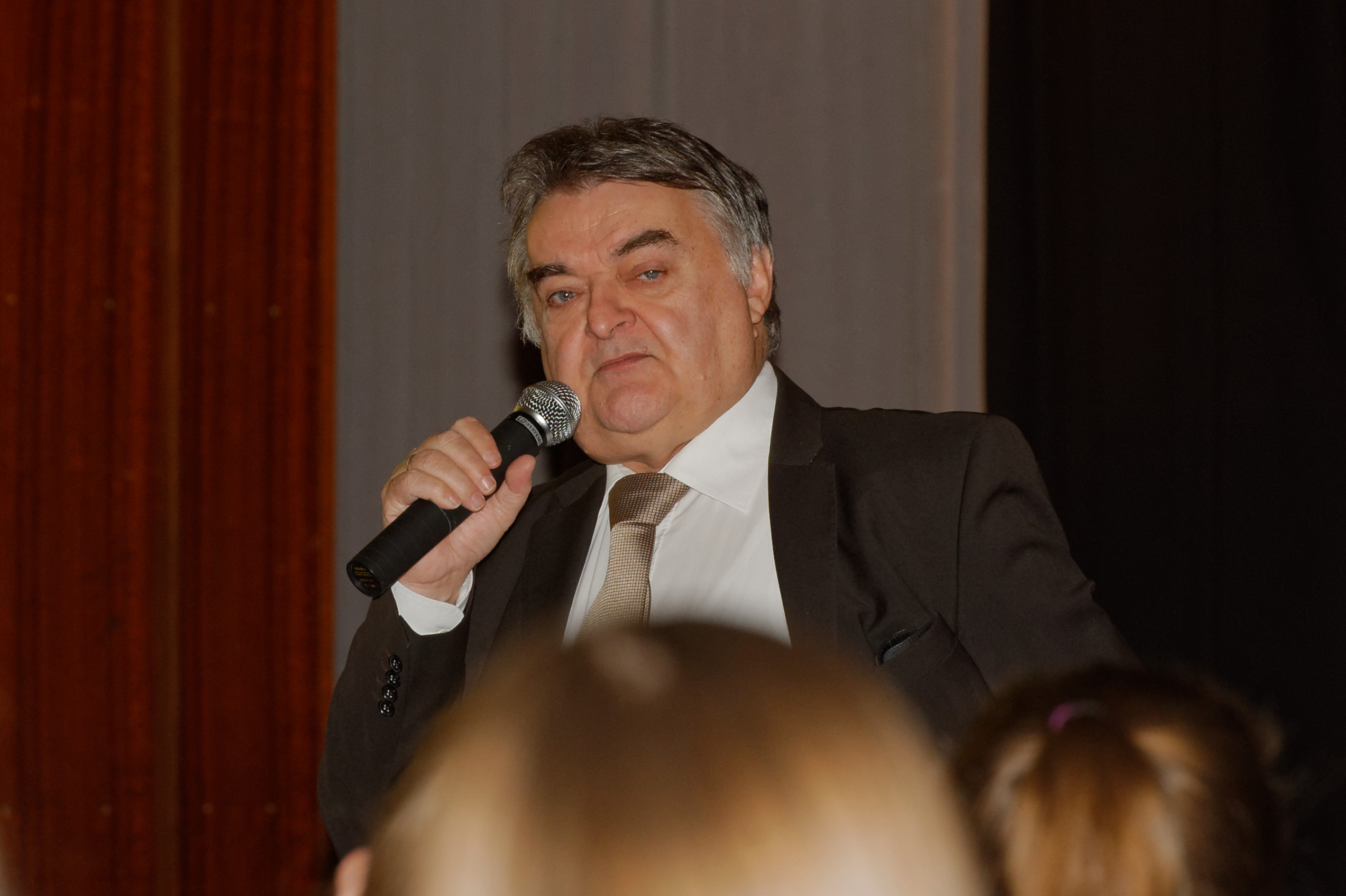
Herbert Reul bei einer Diskussion mit Schülern anlässlich des Europatages 2015

### Europaparlament
Im Jahr 2004 schied er aus dem nordrhein-westfälischen Landtag aus, nachdem er bei der Europawahl 2004 ins Europäische Parlament gewählt worden war. Hier war er Mitglied der Fraktion der Europäischen Volkspartei, der die CDU angehört, und war unter anderem Schattenberichterstatter des Parlaments für den Rahmenbeschluss zur Vorratsdatenspeicherung. Bei der Europawahl 2009 wurde Reul wiedergewählt. Von 2009 bis 2012 war er Vorsitzender des Ausschusses für Industrie, Forschung und Energie; außerdem war er stellvertretendes Mitglied im Ausschuss für Verkehr und Fremdenverkehr. Im Jahr 2011 führten die Organisationen Corporate Europe Observatory und Lobbycontrol Reul in ihrer Liste der Europaabgeordneten mit möglichen Interessenkonflikten auf, da er zugleich Vorsitzender des Energieausschusses und bezahltes Aufsichtsratsmitglied eines Energieunternehmens, der Rheinenergie AG, war, an der zu 20 Prozent die RWE-Tochter innogy beteiligt ist. Gegenüber dem Internet-Nachrichtenportal Euractiv erklärte er 2010 bezüglich des Wirtschaftsprogramms Europa 2020, er sei kein Gegner „grüner“ Technologien, lehnte jedoch eine Verengung auf solche ab. „Die Zukunft der Europäischen Industrie ist nicht grün, sie ist bunt.“
Von Januar 2012 bis Juni 2017 war er Vorsitzender der CDU/CSU-Gruppe im Europäischen Parlament, der mit 34 Abgeordneten größten nationalen Parteidelegation. Reul war außerdem Vorsitzender der Delegation des Europäischen Parlaments für die Beziehungen zur koreanischen Halbinsel. Im Juli 2013 bereiste er Nordkorea als einer der ersten westlichen Politiker seit den nordkoreanischen Atomtests im Frühjahr 2013. Im Oktober 2014 kritisierte er die für die Kommission Juncker nominierte slowenische Politikerin Violeta Bulc unter anderem wegen ihrer Nähe zu New Age und Esoterik, ein erster Eindruck, den er später revidiert haben soll.
Im September 2017 wurde bekannt, dass Reul für den Monat Juli noch Bezüge als Europaabgeordneter erhalten hatte, obwohl er bereits Mitglied der neuen Landesregierung war und aus dem Landeshaushalt bezahlt wurde. Da eine Rücküberweisung nach Auskunft der EU-Parlamentsverwaltung nicht möglich war, entschloss er sich, den Betrag von 6600 € an die Polizei-Stiftung NRW zu spenden.

## Landesinnenministerium

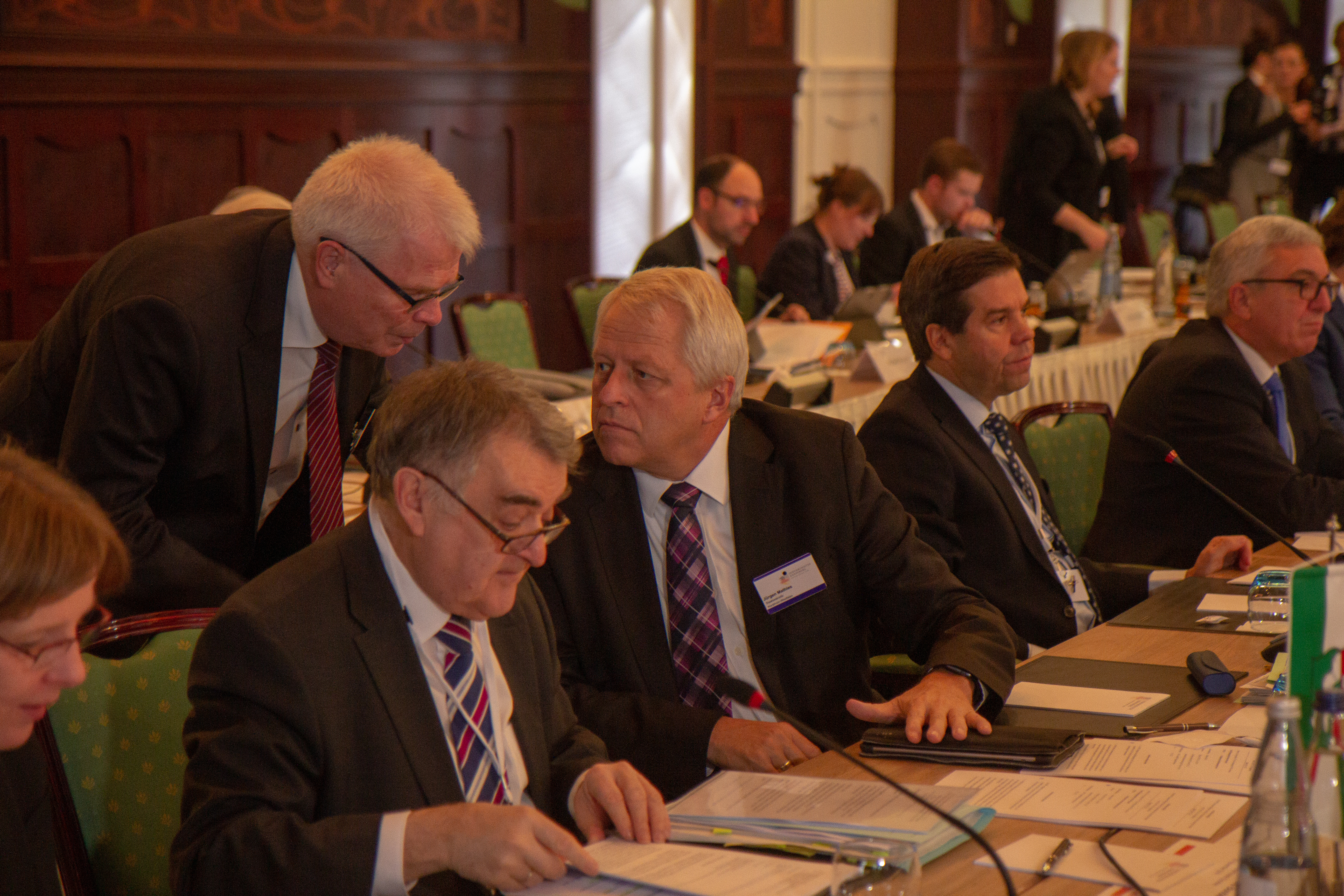
Herbert Reul bei der Innenministerkonferenz in Magdeburg 2018

Am 30. Juni 2017 wurde Herbert Reul zum Innenminister des Landes Nordrhein-Westfalen vereidigt (Kabinett Laschet, Kabinett Wüst I und Kabinett Wüst II).

### Polizeigesetz des Landes Nordrhein-Westfalen
Als amtierender Leiter des Innenministeriums NRW war Reul maßgeblich an der Reform des Polizeigesetzes des Landes Nordrhein-Westfalen (PolG NRW) beteiligt, die die Kritik der Oppositionsparteien, zahlreicher Bürgerrechtsvereinigungen sowie auch der Landesdatenschutzbeauftragten Helga Block auf sich zog. Helga Block kritisierte, dass sich die vorgesehenen Maßnahmen gegen eine Vielzahl von Unbeteiligten richteten, und sie bezeichnete eine Ausweitung der Videoüberwachung sowie die Überwachung der Telekommunikation als „schweren Eingriff ins Grundgesetz“. Die Polizei übernehme durch das neue Gesetz zunehmend die Arbeit der Nachrichtendienste.
Die Landesregierung entschied nach einer Sachverständigenanhörung, die Einführung des Gesetzes bis nach der Sommerpause 2018 zu vertagen und kündigte Nachbesserungen an. Zuvor hatte sich die FDP-Fraktion als Koalitionspartner mehreren Kritikpunkten angeschlossen. Einer der Streitpunkte war dabei insbesondere die Möglichkeit einer Gewahrsamnahme ohne des tatsächlichen Vorliegens einer Straftat. Bislang musste vom Gefährder eine „konkrete Gefahr“ ausgehen, in Zukunft gilt eine „drohende Gefahr“ als ausreichend, um diesen bis zu einen Monat lang festzuhalten. Innenminister Reul wies die Kritik zurück und verteidigte das geplante künftige präventive Vorgehen. Zwar könne man nicht ausschließen, auch Unschuldige in Gewahrsam zu nehmen. „Aber wenn ich die Wahl habe, einen mit einer falschen Nachricht vielleicht einen Tag zu lange im Gefängnis zu haben, oder zu verhindern, dass eine Bombe hochgeht und 100 Menschen tot sind, dann entscheide ich mich dafür, das Leben der Menschen zu sichern.“ Präventive Maßnahmen stünden zudem unter einem Richtervorbehalt. Grüne und SPD im nordrhein-westfälischen Landtag behielten sich eine Klage vor dem Landesverfassungsgericht vor. Daraufhin besserte die Landesregierung nach und nahm einige von Verfassungsexperten stark kritisierte Passagen aus dem Gesetzesentwurf. Herbert Reul äußerte dazu: „Was bringt das beste Gesetz, wenn es am Verfassungsgericht scheitert? Der korrigierte Entwurf begrenzt das verfassungsrechtliche Risiko auf ein Minimum.“
Der Verein Digitalcourage legte im Herbst 2019 Verfassungsbeschwerde gegen das Gesetz ein. 2022 folgte eine weitere Beschwerde des Vereins „Gesellschaft für Freiheitsrechte“ bzgl. des Einsatzes der umstrittenen Software Palantir. Eine erste Entscheidung des Bundesverfassungsgerichts liegt seit 3. Januar 2025 vor (Beschluss vom 14. November 2024 - 1 BvL 3/22). Demnach ist eine längerfristige Observation unter Anfertigung von Bildaufnahmen und Bildaufzeichnungen mit dem Grundgesetz unvereinbar, das Gesetz daher in Teilen verfassungswidrig. Bis Ende 2025 muss eine Neuregelung erfolgen, auf die bisherigen Regelungen gestützte Maßnahmen dürfen nur ergriffen werden, wenn eine wenigstens konkretisierte Gefahr besteht.

### Polizeiausbildung und -ausstattung
Neben der Reform des Polizeigesetzes setzte sich Reul für verbesserte Ausstattung der nordrhein-westfälischen Polizei ein, u. a. durch die Einführung von Spuckschutzhauben zum Schutz der Beamten gegen Infektionen durch Bespucken. Zeitungen der Funke-Mediengruppe berichteten in diesem Zusammenhang, 2017 seien laut Landeskriminalamt über 900 Polizisten bei Einsätzen bespuckt worden. Ebenso kündigte er eine Aufstockung der Polizei um 2300 neue Stellen im Jahr 2017 sowie 500 weitere Stellen in der Verwaltung für 2018 an, und fügte hinzu: „Die Personalstärke allein wird es aber nicht richten.“ Im Sommer 2018 erklärte Reul, die Anzahl der Polizeianwärter noch einmal um 100 Stellen anheben zu wollen. Wichtig sei dabei vor allem eine Stärkung der Kriminalpolizei, des LKA und des Staatsschutzes, um dort erfahrene Ermittler, die in den Ruhestand gingen, zu ersetzen. Der WDR berichtete Anfang 2020, im Jahr 2019 seien bei der nordrhein-westfälischen Polizei insgesamt 2500 neue Anwärter eingestellt worden. Die Ausstattung der Polizei wurde 2021 durch Taser sowie leichtere Schutzwesten ergänzt.
Unter Innenminister Reul erfolgte eine Aussetzung der von der Vorgängerregierung eingeführten Kennzeichnungspflicht für Polizeibeamte. In einer Pressemitteilung des Innenministeriums begründete er diesen Schritt mit einer fehlenden sachlichen Grundlage. „Anstatt unsere Polizisten unter Generalverdacht zu stellen, müssen wir als Gesellschaft wieder zu mehr Respekt und Vertrauen für die Polizei kommen.“ Befürworter der Kennzeichnung seien bislang jeden Nachweis dafür schuldig geblieben, dass angezeigte Polizisten nicht identifizierbar seien, die Regelung gehe daher am Polizeialltag vorbei.

### Fehlverhalten von Polizeibeamten
Reul geriet mehrfach infolge des Verhaltens von Polizeibeamten unter Druck. Nachdem am 11. Juli 2018 der israelisch-amerikanische Philosoph Yitzhak Melamed im Bonner Hofgarten Opfer eines antisemitischen Übergriffs wurde, hielten herbeigerufene Polizeibeamten Melamed, der den weglaufenden Angreifer verfolgte, irrtümlich für den Täter, überwältigten diesen und nahmen ihn fest. Reul versprach „rückhaltlose Aufklärung“ und betonte die Ermittlungen durch eine unabhängige Staatsanwaltschaft. Im Zusammenhang einer Diskussion über die Verhältnismäßigkeit einer Festnahme bei einer Demonstration gegen Rechtsextremismus im Juni 2018 im Wuppertaler Stadtteil Barmen befand Reul gegenüber einer auf Antrag mehrerer Fraktionen einberufenen Sitzung des Innenausschusses, dass seitens der Beamten „differenziert und mit angemessener Einschreitschwelle vorgegangen“ wurde. Er räumte jedoch Fehler in der Informationspolitik der Behörden ein, nachdem das Wuppertaler Polizeipräsidium infolge einer Verweigerung von Auskünften zum Verlauf des geplanten Aufmarschs der Partei „Die Rechte“ mit der Begründung, diese könnten Gegendemonstranten bei ihrer „paramilitärischen taktischen Lagesondierung“ und beim „Anlegen von Depots von Wurfgeschossen“ helfen, in die Kritik geraten war. Reul erklärte diese mit hohem Zeitdruck, der zu einer „sachfremden Vermischung linksautonomer Straftaten mit der bürgerlichen Wahrnehmung von Grundrechten“ geführt habe und verwies auf eine Stellungnahme des Polizeipräsidenten, der ausdrücklich die Absicht verneint hatte, „Mitglieder der Zivilgesellschaft unter Generalverdacht und in eine gewaltbereite, paramilitärische Ecke zu stellen“. Kritik wurde in diesem Zusammenhang ebenso am SPD-Abgeordneten Andreas Bialas geäußert, der die polizeilichen Maßnahmen gefilmt, die Aufnahmen jedoch ohne notwendigen Kontext veröffentlicht hatte.
Nach einem Unglücksfall in der JVA Kleve, bei dem im September 2018 ein infolge einer Identitätsverwechslung unschuldig inhaftierter Syrer bei einem Brand in seiner Zelle zu Tode gekommen war, gestand Reul einen schweren Fehler in seinem Verantwortungsbereich ein. Polizisten hätten es entgegen geltender Dienstvorschriften versäumt, die Identität des 26-Jährigen näher zu überprüfen, der tatsächlich Gesuchte weise mit dem Inhaftierten keinerlei Ähnlichkeit auf. Reul bat die Familie des Verstorbenen um Entschuldigung und stellte fest: „Wir müssen alles daran setzen, dass sich ein solcher Fall nicht wiederholt.“
Im November 2021 wurde bekannt, dass mehrere Beamte der Kölner Polizei vom Dienst suspendiert wurden, nachdem laut Staatsanwaltschaft bei diesen Textnachrichten mit Abreden, bei Einsätzen mit unangemessener Gewalt gegen Verdächtige vorzugehen, gefunden worden waren. Reul bezeichnete den Inhalt der Nachrichten als „absolut inakzeptabel“. Ein derartiges Verhalten toleriere er nicht. Er erklärte weiterhin, dass im Fall einer Verurteilung der derzeit fünf suspendierten Beamten sehr wahrscheinlich deren Entlassung anstehe. Wer „gewaltaffin“ sei oder mit Gewalt prahle, habe in seinen Augen nichts bei der Polizei zu suchen.
Nach einem Polizeieinsatz im August 2022 in Dortmund, bei dem der 16-jährige Mouhamed Dramé von einem Polizisten mit einer Maschinenpistole angeschossen wurde und kurze Zeit später starb, kündigte Reul an, Schusswaffengebrauch sowie sämtliche Zwangsmaßnahmen mit Todesfolge der letzten fünf Jahre darauf überprüfen zu lassen, ob sich aus diesen „Anhaltspunkte ergeben, die einen Anpassungsbedarf in der Aus- und Fortbildung nahelegen“ sowie einen unabhängigen Polizeibeauftragten zu installieren. Das Land Nordrhein-Westfalen führte in der Folge für alle 18.000 Polizistinnen und Polizisten im Wachdienst zwei zusätzliche Trainingstage pro Jahr ein. Schwerpunktmäßig sollen an diesen der Umgang mit Menschen mit Migrationshintergrund sowie Einsätze mit Menschen in psychischen Ausnahmesituationen trainiert werden.

### Rechtsextremismus in Sicherheitsbehörden
In der Amtszeit von Herbert Reul wurden zahlreiche Vorfälle rechtsextremer Ausrichtung in der Polizei aufgedeckt, infolge derer umfassende Ermittlungen, Straf- und Disziplinarverfahren gegen Polizisten durchgeführt sowie weitere Gegenmaßnahmen ergriffen wurden. Erste Verdachtsmomente ergaben sich bereits 2019, als ein Aufkleber der „Identitären Bewegung“ in einem Duisburger Polizeifahrzeug entdeckt wurde. Im Sommer 2020 flog eine rechtsextreme Chatgruppe mit 29 beteiligten Polizistinnen und Polizisten auf; 25 Beamte davon gehörten zum Polizeipräsidium Essen. Minister Reul sprach von einer „Schande für die Polizei“; in den Gruppen seien u. a. Fotos von Adolf Hitler, ebenso die fiktive Darstellung eines Flüchtlings in einer Gaskammer geteilt worden. Alle 29 Beteiligten wurden vom Dienst suspendiert. Im Zuge der Ermittlungen wurde durch die systematische Auswertung von Mobiltelefonen eine weitere Gruppe mit radikalen Beiträgen ausfindig gemacht; die Bandbreite dieser reiche laut Reul „von furchtbar dummem Zeug bis hin zu hochgradig fremdenfeindlichen und menschenverachtenden Inhalten“. Weitere zehn Beamte wurden ebenfalls suspendiert. Insgesamt gab es zum damaligen Zeitpunkt in der Nordrhein-Westfälischen Polizei Hinweise auf 191 Beschäftigte, die möglicherweise rassistisches Gedankengut verbreitet hatten.
Die erhebliche Ausweitung der Ermittlungen, bei der auch Unbeteiligte überprüft wurden, führte zu Kritik von Datenschützern. Auch der Landesvorsitzende der Gewerkschaft der Polizei gab an, dass „in der Masse der Daten die Verhältnismäßigkeit nicht gewahrt war.“ Das Innenministerium bestätigte auf Anfrage des Spiegels, dass insgesamt 12.750 Telefonnummern überprüft worden seien. Reul räumte ein, dass die massenhafte Überprüfung der Rufnummern in diesem Zusammenhang auch im Ministerium rechtlich umstritten, letztendlich aber als zulässig eingeschätzt worden sei. Trotzdem seien alle beteiligten Behörden noch einmal darauf hingewiesen worden, die Daten nach erfolgter Überprüfung zu löschen.
Der Landtag beschloss im Oktober 2020 die Einsetzung des Sonderbeauftragten im Kampf gegen Rechtsextremismus bei der Polizei. Bei der Vorstellung des Lagebilds im März 2021 vor dem Nordrhein-Westfälischen Landtag gab der Sonderbeauftragte an, dass infolge der ermittelten Erkenntnisse sechs Kommissaranwärter aus dem Dienst entlassen wurden. Die Gesamtzahl der Verdächtigen in Sicherheitsbehörden belief sich zum damaligen Zeitpunkt auf 251. Weiterhin seien Männer sowie der Wach- und Wechseldienst von den Verdachtsfällen überproportional betroffen. Das Verwaltungsgericht Düsseldorf wies später die Klagen zweier Polizeianwärter gegen ihre Entlassung ab. Etwa ein Jahr nach dem Bekanntwerden der ersten Verdachtsfälle gab das Innenministerium auf Anfrage der dpa an, dass sich dieser in 53 Fällen bestätigt habe. Die Fälle seien bereits abschließend geprüft und geahndet worden.
Nachdem im Juni 2022 Verdachtsfälle rassistischer und pornographischer Beiträge in Chatgruppen durch Beamte des Spezialeinsatzkommando Münster aufgetreten waren, stellte Reul erneut klar: „Wer Gewalt verherrlicht, sich rassistisch oder rechtsextremistisch äußert – gegen den ermitteln wir mit aller Konsequenz. Null-Toleranz gilt hier für mich ausdrücklich auch nach Innen.“ Auch im Jahr 2023 wurden rechtsextreme Beiträge Angehöriger der Polizei in Messengergruppen mit Bezeichnungen wie React Clan, Vorzeigepolizisten oder Secret Hitler Crew aufgedeckt. Reul reagierte mit einer Bundesratsinitiative zu einer Verschärfung des Straf- und Beamtenrechts, nach der auch extremistische Posts in privaten Gruppen künftig als Straftat im Amt gelten sollen. Wenn Amtsträgerinnen und Amtsträger „querschlügen“, müsse das Ministerium auch in der Lage sein durchzugreifen. Sämtliche Verfahren gegen die SEK-Beamten aus Münster waren zuvor mangels Erfüllung des Tatbestandsmerkmals Öffentlichkeit eingestellt worden.

### Gewalt- und Missbrauchsprävention
Unter Reul erfolgte eine Reform der Strafverfolgungsmaßnahmen in Fällen des sexuellen Missbrauchs von Kindern, für deren Verfolgung die Zuständigkeit auf die Kriminalhauptstellen überging. Reul betonte, dass hiermit diese Delikte „organisatorisch genauso hochrangig wie Mord und Totschlag“ behandelt würden. Ebenso wurde ein Hinweistelefon für Verdachtsfälle eingerichtet, welches von Polizeibeamtinnen der Zentralen Auswertungs- und Sammelstelle für Kinderpornografie (ZASt) des LKA NRW betreut wird. Reul sprach sich im Zusammenhang mit bekannt gewordenen Missbrauchsfällen im Raum Münster für höhere Strafen bei Kindesmissbrauch aus; das Herstellen und Verbreiten von Kinderpornografie solle generell als Verbrechen und nicht mehr als Vergehen eingestuft werden. „Damit wird das Leben von Kindern beendet – nicht physisch, aber psychisch.“ Ebenso forderte er nach Bekanntwerden der Missbrauchsfälle von Wermelskirchen eine Lockerung des Datenschutzes. Bei Hinweisen auf den Missbrauch von Kindern dürfe nicht sein, dass Ermittler „nur bis zur IP-Adresse kommen“.

### Politisch motivierte Kriminalität
Reul setzte ein Aussteigerprogramm für Linksextremisten mit dem Namen „left“ in Kraft. Für die Öffentlichkeitsarbeit des Programms wurden in Kooperation mit Studierenden des Instituts für Sprach- und Kommunikationswissenschaften der RWTH Aachen verschiedene Konzepte entwickelt, und im Rahmen eines Ideenwettbewerbs vorgestellt. Wenige Wochen später stellte sich heraus, dass einer der dabei ausgezeichneten Studierenden der Burschenschaft „Teutonia Aachen“ zugehörig sei, welche wiederum bis 2012 dem Dachverband Deutsche Burschenschaft angehörte. Reul distanzierte sich umgehend davon und verwies darauf, dass der Sieger erst nach der Prämierung seine Aktivitäten in der Burschenschaft aufgenommen habe. Nach einem Bericht der WELT betreute das Programm im Dezember 2018 bisher 21 Aussteiger. Unter Reul wurden ebenso bestehende Programme für Aussteiger aus der rechten Szene erneuert, dies geschah u. a. mit Plakataktionen an Orten mit hoher Aktivität der solchen. Der WDR berichtete, dass in den vergangenen 17 Jahren 180 Szeneangehörigen in Nordrhein-Westfalen der Ausstieg gelungen sei.
Reul wurde selbst mehrfach durch Linksextremisten bedroht, so etwa durch das Zusenden eines Drohschreibens, welches eine Patronenhülse enthielt. Im Oktober 2021 berichtete die Nachrichtenagentur dpa, dass 20 bis 50 (nach Angaben des Deutschlandfunks 10–15) vermummte Randalierer zu Reuls Haus gezogen, dort Bengalos gezündet und Parolen gerufen hatten. Eine etwaige Zugehörigkeit dieser zum politischen Spektrum konnte zunächst nicht geklärt werden, später wurden drei Verdächtige aus dem linksextremen Spektrum identifiziert.

### Besetzung des Hambacher Forsts

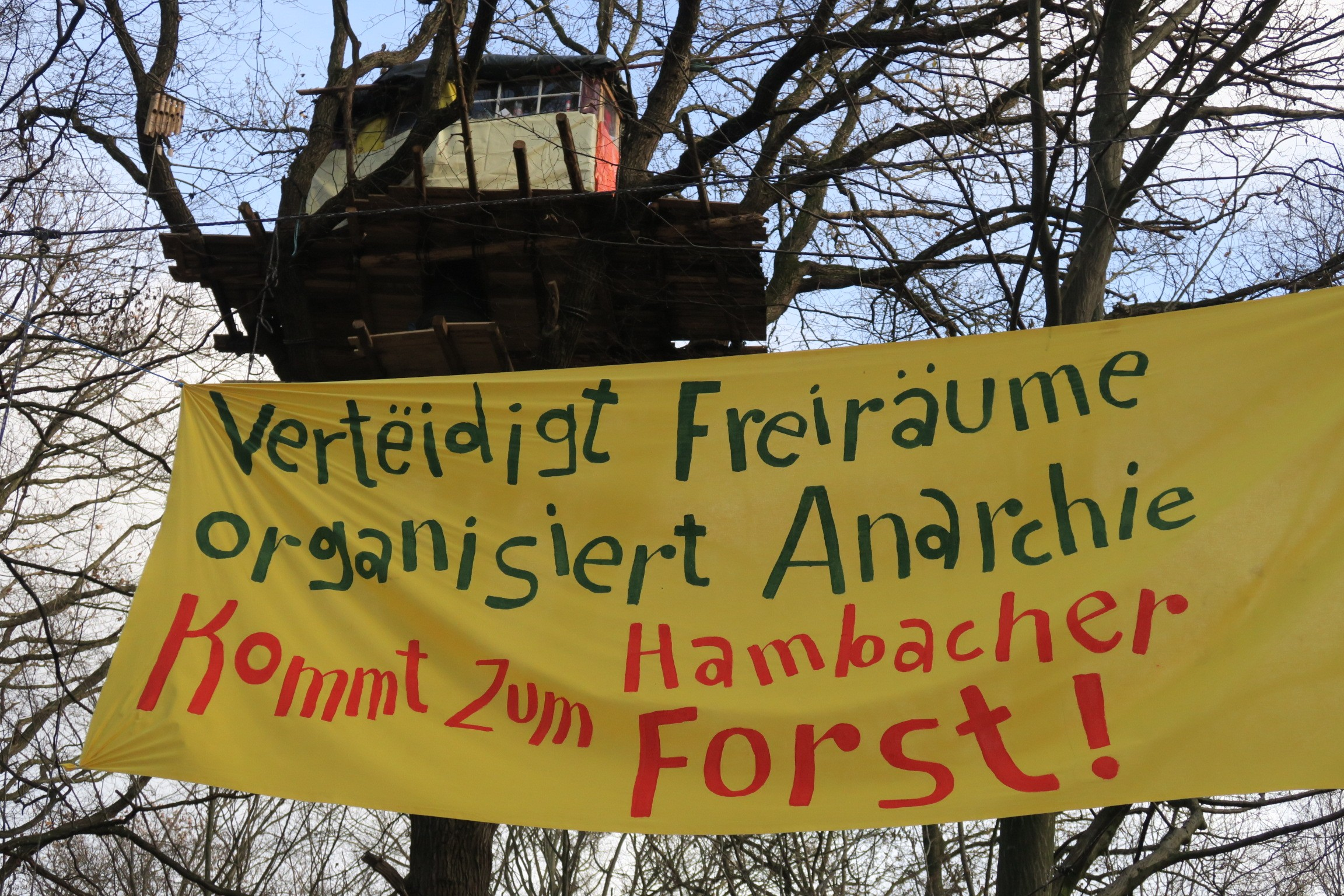
Baumhaus im besetzten Hambacher Forst (2017)

Herbert Reul bezog klare Position gegen die Besetzung des Hambacher Forsts. Über Umweltaktivisten, welche dessen Rodung verhindern wollten, sagte er: „Diese selbst ernannten Umweltschützer wollen nicht Bäume retten, sondern den Staat abschaffen.“ Gegenüber der Tageszeitung Die Welt begründete er dies weiter damit, dass in der Waldbesetzerszene „gefährliches linksextremes Potenzial heranreife“. Bereits jetzt ließe sich unter den extremistischen Waldbesetzern ein hohes Maß an Militanz nachweisen. Er kritisierte ferner die mangelnde Distanz einiger Unterstützer: „Wer solche Gewalttäter deckt, macht sich mitschuldig.“ Reul wurde in einem Kommentar des WDR vorgeworfen, dass er keine Gelegenheit ausließe, den Protest zu kriminalisieren.
In einem Interview mit der Rheinischen Post äußerte Reul, es sei für ihn „unfassbar“, dass, nachdem ein Journalist von einer Hängebrücke zwischen Baumhäusern der Waldbesetzer 15 Meter in die Tiefe gestürzt und dabei tödlich verunglückt war, die Besetzer während der Reanimierungsmaßnahmen der Rettungskräfte „Scheiß drauf, Räumung ist nur einmal im Jahr“ skandierten. Er berief sich dabei auf Aussagen von Polizeibeamten vor Ort. Wenig später räumte er eine falsche Darstellung ein. Spiegel Online berichtete am 12. Oktober 2018, dass der Wortlaut zwar an jenem Tag von Aktivisten angestimmt worden sei, allerdings nicht in der Nähe des Unglücksorts und auch nicht im Zusammenhang mit dem Unglücksfall, und zitierte einen Sprecher des NRW-Innenministeriums, es handle sich „offenbar um ein Missverständnis“, das der Minister bedauere. Aktivisten hatten Reul Pietätlosigkeit vorgeworfen, weil die Räumungen der Baumhäuser nur kurzzeitig unterbrochen worden waren. Reul hielt wiederum der Gegenseite vor, noch während des Moratoriums neue Häuser und Barrikaden, auch auf Rettungswegen, errichtet zu haben. Später verweigerte er eine Auskunft über die Gesamtkosten des Polizeieinsatzes, mit der Begründung, dass man „Polizeieinsätze nicht mit Preisschildern versehen“ dürfe. In einer Online-Petition forderten mehr als 33.000 Unterzeichner aufgrund seines Verhaltens während der Proteste im Hambacher Wald seinen Rücktritt.
Reul legte dem Innenausschuss des Nordrhein-Westfälischen Landtags im Februar 2019 einen Bericht vor, der im Zusammenhang mit der Besetzung des Hambacher Forstes 1.500 Polizeieinsätze in vier Monaten (gerechnet ab Oktober 2018) und knapp 1.700 durch die Polizei registrierte Vorfälle, im Bericht als Straftaten bezeichnet, in vier Jahren (gerechnet ab 2015) auflistete. Ein Bericht der taz stellte diese Zahlen in Frage; in unmittelbarem Zusammenhang mit den Protesten stünden lediglich 56 Einsätze, ebenso differenziere der Bericht nicht zwischen Anzeigen und tatsächlichen Verurteilungen.
Im September 2019 wurde Reul im Innenausschuss mit Vorwürfen der Opposition konfrontiert, die sowohl unverhältnismäßiges Vorgehen wie auch das Angeben falscher Motive bei der Räumung umfassten. Diese gründeten vorwiegend auf veröffentlichten Rechtsgutachten, die die Landesregierung vor der Räumung in Auftrag gegeben hatte, um eine Rechtsgrundlage für die Räumung zu bekommen. Die Gutachten empfahlen Brandschutzmängel in den Baumhäusern als rechtliche Begründung heranzuziehen, da durch das Ordnungs- und Gefahrenabwehrrecht eine solche nicht ermöglicht sei. Reul bestritt, „Handlanger“ des RWE-Konzerns zu sein; vielmehr habe er verhindern wollen „dass Gewalt und Chaos im Wald ausbricht und Hunderte Menschen zu Schaden kommen.“ Der Hambacher Forst habe sich sodann zum „Sammelbecken von Chaoten aus ganz Europa“ entwickelt. Reul führte weiterhin aus, dass der Staat um Recht und Gesetz durchzusetzen, manchmal eben auch ungewöhnliche Wege gehen müsse.

### Versammlungsgesetz Nordrhein-Westfalen
Reul geriet im Jahr 2021 aufgrund der Pläne zum Erlass eines Versammlungsgesetzes für Nordrhein-Westfalen in die Kritik.

## Politische Positionen

### Innere Sicherheit
Zur im Koalitionsvertrag der schwarz-gelben Landesregierung Nordrhein-Westfalen festgehaltenen Formulierung einer „Null-Toleranz-Politik“ erklärte Reul in einem Interview mit der FAZ, wer die Regeln verletze, müsse mit einer passenden Sanktion rechnen. Zwar seien die Straftaten insgesamt rückläufig, in Bereichen wie Clan-Kriminalität seien allerdings nach wie vor „gravierende Probleme“ vorhanden. Die Einführung einer Beweissicherungs- und Festnahmeeinheit sei in Nordrhein-Westfalen als letztes Bundesland erfolgt, ebenso sei eine Neuauflage des Polizeigesetzes erforderlich, um gegen Diebesbanden und Rauschgifthändler vorzugehen. Er fügte jedoch relativierend hinzu: „Manche meinen, ich wollte jetzt überall Wasserwerfer auffahren lassen. Das ist natürlich Unsinn.“
In einem Interview mit dem Westfalen-Blatt im September 2017 sprach Reul die Problematik von Handy-Videoaufnahmen durch Schaulustige bei Verkehrsunfällen betreffend von einer „schlimmen Art von Event-Kultur“, stellte zeitgleich jedoch klar, dass die Bekämpfung einer solchen schwierig sei. „Sie kriegen das mit Gesetzen allein aber nicht geregelt. Bei Gaffern braucht es soziale Kontrolle.“
Nach einem erhöhten Aufkommen von gewalttätigen Übergriffen gegen Sanitäter und Feuerwehrleute sprach sich Reul für den Einsatz von Kameras in Einsatzfahrzeugen aus. Hiermit könnte Beweismaterial gewonnen werden, was ermögliche, die Täter „dingfest zu machen“. Eine weitere Verschärfung der Strafen für Gewalttaten gegen Einsatzkräfte lehnte er jedoch ab.
Reul betonte mehrfach die Notwendigkeit einer Modernisierung der nordrhein-westfälischen Polizei. Besondere Bedeutung habe dabei eine weitere Digitalisierung dieser, etwa bei der die Vernetzung der Streifenwagen. Auf eine Frage in einem Interview der Westfälischen Nachrichten, ob die Polizei durch „Bürgerwehren“ unterstützt werden könnte, entgegnete er: „Bürgerwehren führen nicht zu mehr Sicherheit, im Gegenteil: Ich halte sie für gefährlich. Wer eine Bürgerwehr formiert, der kratzt am Gewaltmonopol des Rechtsstaats.“ Ebenso vertrat er die Notwendigkeit der Schaffung neuer Stellen in Polizei und Verwaltung, hob jedoch hervor, dass die ländlichen Regionen wie die großstädtischen Regionen gleichermaßen berücksichtigt werden müssten.
Gegenüber der Neuen Osnabrücker Zeitung erklärte Herbert Reul im März 2018, den Straftatbestand des Landfriedensbruchs einer Überarbeitung unterziehen zu wollen. Er begründete dies mit einer Erschwerung der Festnahme gewalttätiger Versammlungsteilnehmer durch Umstehende; wer solch einen „Schutzschild“ bildete, mache sich ebenso schuldig. Im Rahmen des neuen Polizeigesetzes sprach er sich für die Einführung der elektronischen Fußfessel, eine Ausweitung der Videoüberwachung sowie der strategischen Fahndung aus, um dieses „neue Herausforderungen“ anzupassen. Bedenken bezüglich des Datenschutzes wies er dabei zurück. „Wir erlauben einem privaten Unternehmen, auf der Autobahn Kennzeichen zu speichern, um die Maut zu erheben, aber dem Staat erlauben wir das nicht, um nach Straftätern zu fahnden. Wir müssen der Polizei Gesetze geben, damit sie arbeiten kann.“
Nach schweren Zusammenstößen zwischen Fans von Hertha BSC und der Polizei im Dortmunder Westfalenstadion im Oktober 2018 forderte Reul ein härteres Vorgehen gegen „Problemfans“. Er führte dabei personalisierte Tickets und gründlichere Kontrollen als mögliche Maßnahmen an, um das Einschmuggeln von Pyrotechnik und anderen Gegenständen in die Kurven zu erschweren. Für Sicherheit innerhalb der Stadien zu sorgen sei allerdings nach wie vor in erster Linie Aufgabe der Vereine, aus der diese auch nicht entlassen werden sollten.
Im Zusammenhang mit dem Fall des salafistischen Predigers Sami A. sagte Reul gegenüber der Rheinischen Post, Richter sollten „immer auch im Blick haben, dass ihre Entscheidungen dem Rechtsempfinden der Bevölkerung entsprechen“. Die Aussage stieß auf breite Kritik. So bezeichnete Heinrich Amadeus Wolff die Aussagen als „verfassungswidrig“, mehrfach wurde sein Rücktritt gefordert. Reul entschuldigte sich daraufhin mit der Begründung, er sei missverstanden worden.

### Beobachtung der AfD durch Verfassungsschutzbehörden
Nach Belästigungen von Politikern im Bundestag durch von der AfD eingeschleuste Störer sagte Reul dem Redaktionsnetzwerk Deutschland, Teile der Partei bewegten sich immer mehr in eine rechtsextreme Richtung. Die Verfassungsschutzbehörden sollten nach dem gemeinsamen Sammeln der Informationen prüfen, „ob die gesamte Partei als festgestellte Bestrebung bewertet und damit künftig auch mit nachrichtendienstlichen Mitteln beobachtet werden kann“, hierzu käme das Anwerben von Informanten, sogenannten V-Leuten in Frage. Reul ergänzte: „Ein Verbot wäre dann immer das allerletzte Mittel.“ Im Dezember 2020 gab Reul an, er halte die Einstufung der gesamten AfD als Verdachtsfall für den Verfassungsschutz für möglich, wenn diese sich nicht konsequenter von Vertretern des als rechtsextremistisch geltenden „Flügels“ um den thüringischen Partei- und Fraktionsvorsitzenden Björn Höcke distanziere. Das Verwaltungsgericht Düsseldorf entschied Anfang 2021, dass Reul die AfD nicht als „Prüffall“ bezeichnen dürfe. Ebenso untersagte ihm dieses im Juni 2021, die Lektüre der AfD-nahen Jungen Freiheit ein „Warnsignal für eine rechtsextreme Gesinnung“ zu nennen.

### Zeitumstellung
Herbert Reul gilt als Gegner der jährlichen Zeitumstellung. Über die Sinnhaftigkeit der Zeitumstellung stellte Reul fest: „Tod durch Zeitumstellung steht zwar später nicht als Diagnose in der Patientenakte, sollte aber als Auswirkung nicht unterschätzt werden. Die Zeitumstellung und die erzwungene Umstellung des Bio-Rhythmus könnten Schlafstörungen auslösen. Diese Schlafstörungen wiederum könnten langfristig zu Herz-Kreislauf-Erkrankungen führen oder zu einem höheren Risiko, an Krebs zu erkranken.“ Das Nachrichtenmagazin Der Spiegel bezeichnet Reul 2009 als „eifrigsten Kämpfer gegen das Zeigergedrehe“. Als der damalige Bundesinnenminister Wolfgang Schäuble Reul in einem Schreiben auf die Notwendigkeit der Zeitumstellung mit der Begründung hinwies, „der europäische Binnenmarkt erfordere das Hin- und Hergedrehe an den Zeigern“, befand Herbert Reul:
„So etwas Absurdes habe ich mein ganzes Leben noch nicht gelesen.“

### Wirtschafts- und Energiepolitik
Herbert Reul unterstützt die Krisenpolitik der Bundesregierung, die v. a. auf die Konsolidierung der Haushalte und Strukturreformen in der Eurozone ausgerichtet ist und lehnt eine Vergemeinschaftlichung der Schulden durch Eurobonds oder Schuldentilgungsfonds entschieden ab. Reul war 2013 Verhandlungsführer der CDU/CSU in der Unterarbeitsgruppe „Bankenregulierung, Europa und Euro“ in den Koalitionsverhandlungen zwischen CDU/CSU und SPD zur Bildung einer neuen Bundesregierung.
Reul engagiert sich insbesondere in der Energiepolitik und gilt als Kritiker sowohl der deutschen Energiewende als auch des Erneuerbare-Energien-Gesetzes. Reul war 2012/2013 Berichterstatter des Europäischen Parlaments für erneuerbare Energien. Der Wissenschaftler Hans-Jochen Luhmann (Wuppertal Institut für Klima, Umwelt, Energie) bezeichnete Reul in einer Veröffentlichung als „klimaskeptisch motiviert“. Als Abgeordneter bezeichnete er 2014 die EU-Ökodesign-Richtlinie als „Planwirtschaft“, es gebe wichtigere Dinge in Europa. Eine Novelle der UVP-Richtlinie durch das EU-Parlament kritisierte er 2013 in einer Pressemitteilung der EVP-Fraktion als „vor Vorschriften strotzendes Bürokratiemonster“. Die verabschiedete Vorlage sei einseitig und schaffe Auflagen, Rechtsunsicherheiten und Verkomplizierungen, deren Mehrwert für die Umwelt mehr als fraglich sei.

### Forschungspolitik
Bei den Verhandlungen zum neuen EU-Forschungsrahmenprogramm Horizon 2020 hat Reul einen Vorschlag eingebracht, um forschungsschwächere EU-Mitgliedstaaten nach vorne zu bringen: Die Initiative „Teaming Excellence“ zielt darauf ab, aussichtsreiche Regionen mit bereits etablierten exzellenten Forschungseinrichtungen zusammenzubringen und in einem Wettbewerb mit einem Konzept für den Aufbau eines Spitzenforschungszentrums gegeneinander antreten zu lassen. Finanziert werden soll dies über Strukturfondsmittel für die nötige Infrastruktur und über Mittel des Forschungsbereichs, wenn es um die wissenschaftliche Arbeit geht.

### Gleichgeschlechtliche Ehe
Reul wurde in einem Bericht der Welt als Gegner der Gleichstellung der „Gleichgeschlechtlichen Ehe“ mit der „konventionellen Ehe“ bezeichnet. Das Portal queer.de verlieh ihm 2020 nach einem Tweet des Innenministeriums mit Grüßen zum Christopher Street Day, der den Artikel 2 des Grundgesetzes zitierte, die Auszeichnung „Homo-Gurke“, da der Artikel das Sittengesetz, welches als Begründung für die Kriminalisierung von Homosexualität herangezogen wurde beinhaltete. Das Ministerium löschte den Tweet und betonte in einem weiteren seine ausdrückliche Solidarität mit der LGBT-Community.

### Kanzlerkandidat der Union
2020 sprach sich Herbert Reul klar gegen den CSU-Vorsitzenden Markus Söder als Kanzlerkandidaten der Union aus. Für ihn sei „unerklärlich“, wie Wähler auf die Idee kommen könnten, dass Söder ein guter Kanzlerkandidat sei, dem Kölner Stadt-Anzeiger sagte Reul:

„Heiße Luft und eine Politik, die auf Inszenierungen setzt, bringen die CDU nicht weiter. Söder hat der Union mit seiner Strategie, die AfD rechts überholen zu wollen, seit 2015 schweren Schaden zugefügt. Das hat uns fast 20 Prozent an Zustimmung gekostet.“

### Cannabisgesetz
Die im Februar 2024 von der Ampel-Regierung beschlossene Legalisierung von Cannabis lehnt er ab. Gegenüber dem Fernsehsender ARD äußerte er Bedenken, dass die Legalisierung zu Mehrarbeit für die Polizei führen könnte: „Die Polizisten werden auf der Straße sein und feststellen müssen: Ist das legaler Handel, ist das illegaler Handel, wurden drei Gramm zu viel angebaut, haben die noch 'ne Oma zu Hause, die auch noch anbauen durfte? Ich sage Ihnen, ich habe keine Lust, meine Polizisten mit so einem Scheiß zu beschäftigen.“

## Ehrungen
- Verdienstorden der Bundesrepublik Deutschland: 1999 Verdienstkreuz am Bande, 2018 Verdienstorden 1. Klasse[120]